# メディアプレーヤー

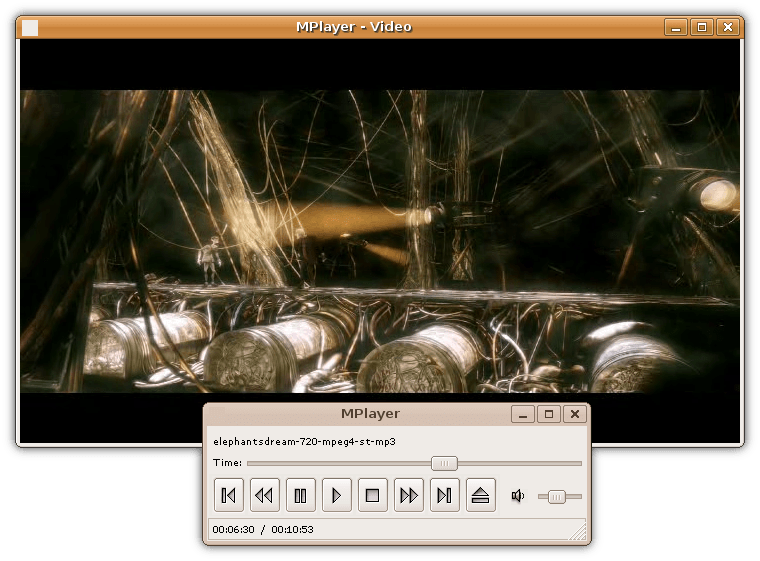
ソフトウェア MPlayerで動画を再生している

メディアプレーヤー (media player) は、コンピュータ上で、動画（映像）や音声のファイルを再生するためのアプリケーションソフトウェアである。一般的には複数のファイルフォーマットの再生に対応している。ひとつのファイルフォーマットに特化したソフトはフォーマットごとに「○○プレーヤー」と呼ばれることが普通であるからである。

## 分類
メディアプレーヤーは次のように分類される。
- プラットフォーム（オペレーティングシステムとハードウェア）による分類—複数のプラットフォームに対応したソフトもある。
- 対応するファイルフォーマット、コーデックによる分類
- ネットワークへの対応による分類—ストリーミングコンテンツへの対応。
- 著作権保護のため暗号化されたファイルへの対応による分類

メディアプレーヤーの中には、iTunesのようにデジタルオーディオプレーヤーと連携し、音楽の転送・管理を行うものがある。
なおこういったアプリケーションソフトウェアとは別に、それひとつで完結した携帯機器としてのデジタルメディアプレーヤーがある。これは前述のデジタルオーディオプレーヤーの考えを拡張、楽曲や音声の再生だけではなく、動画などにも対応する機器であり、パソコン側の各種ファイルを読み込ませて再生させることを目的とする。

## 主なメディアプレーヤー

### メジャー
- DVD プレーヤー - AppleのmacOS付属
- iTunes - Apple
- Media Player Classic（MPC-HC、MPC-BE） - オリジナル版の開発者はGabest
- QuickTime Player - Apple
- VLCメディアプレーヤー - VideoLAN
- Windows Media Player - マイクロソフトのMicrosoft Windowsに付属
- メディア プレーヤー - マイクロソフトのMicrosoft Windowsに付属

### その他
- 1by1
- 4Videosoft ブルーレイプレーヤー
- 5KPlayer[1]
- Adobe Media Player - アドビ
- Adrenalin
- ALShow
- BeatJam
- Billy
- BS.Player（英語版）
- Coolplayer（フランス語版）
- Digital Theatre
- DivX Player
- Dynamo
- Enjoy DVDおよびEnjoy Blu-ray
- Evil Player
- Foobar2000
- GOM Player
- Grooveミュージック - マイクロソフトのMicrosoft Windowsに付属
- H2k6
- HF Player (Onkyo)
- KbMedia Player
- Kodi
- KMPlayer
- Leawo Blu-ray Player
- Mac Blu-ray Player[2]（Windows版もある）
- Media Go
- MidRadio Player
- MPlayer
- PotPlayer
- PowerDVD
- PSOFT CHRONOPlayer
- Quintessential Player
- RealPlayer
- SD-Jukebox
- sMedio
- Snow Player
- SoundPlayer Lilith
- TotalMedia Theatre
- Winamp
- WinDVD
- Xine
- x-アプリ
- Zoom Player
- 映画 & テレビ - マイクロソフトのMicrosoft Windowsに付属
- 真空波動研
- ビデオ